# Parri Spinelli
Parri Spinelli (Arezzo, 1387 circa – Arezzo, 1453) è stato un pittore e scultore italiano.

## Biografia

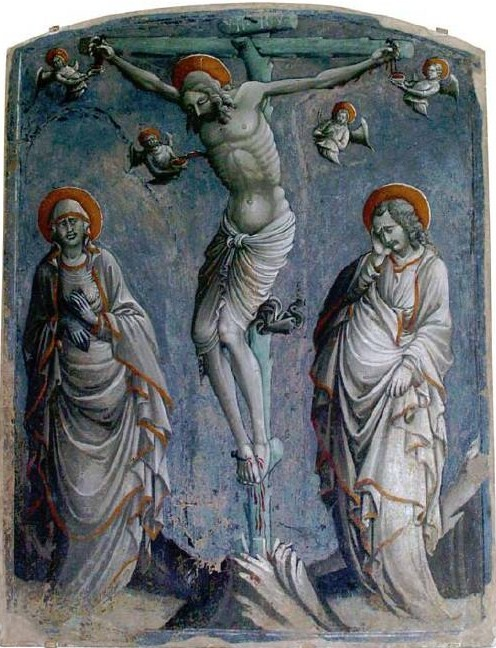
Parri Spinelli, Cristo sulla Croce con la Vergine e San Giovanni, Palazzo Comunale di Arezzo, 1445

Parri Spinelli è stato un pittore italiano del tardo gotico, figlio di Spinello Aretino (1350-1410). Ha vissuto a Firenze dal 1411 o 1412 al 1419 ed ha collaborato con Lorenzo Ghiberti alla porta nord del battistero di Firenze. Al ritorno ad Arezzo fu considerato il principale artista della città. Vasari afferma che Parri fu il primo pittore ad abbandonare l'utilizzo del verdaccio sotto gli incarnati, poi "velati" con successivi strati di colore rosato, tecnica in uso in tutto il Trecento italiano. Le sue figure risultano più slanciate rispetto a quelle dipinte dagli altri pittori fino a quel momento. Molto probabilmente fu anche orafo. 
Un suo disegno, raffigurante la Navicella di Giotto, cioè il mosaico che si trova nel corridoio d'ingresso della basilica di San Pietro a Roma, è al Metropolitan Museum of Art di New York.